# Josh Flitter
Josh Flitter (født 25. august 1994) er en amerikansk skuespiller. Han er kendt for at spille Corky i Nancy Drew, Eddie i The Greatest Game Ever Played, og han er stemmen bag Rudy i Horton og Støvfolket Hvem (2008)

## Udvalgt filmografi

### Film
- Big Momma's House 2 (2006) – Stewart
- License to Wed (2007) – Pastor Franks assistent
- Ace Ventura Jr: Detektiv (2009)- Ace Ventura Jr